# Philip Lavery
Philip Lavery (Dublín, 17 d'agost de 1990) és un ciclista irlandès, professional des del 2011. Combina el ciclisme en carretera amb la pista.

## Palmarès en ruta
- 2010
  - Vencedor d'una etapa al Tour d'Ulster
- 2012
  -  Campió d'Irlanda sub-23 en ruta
  - 1r al Shay Elliott Memorial
- 2013
  - 1r al Tour del Charolais
  - 1r al Premi dels vallons de Schweighouse
  - Vencedor d'una etapa al Tour de Franc-Comtat